# Tunggchha
Tunggchha (nep. तुङगेछा) – gaun wikas samiti we wschodniej części Nepalu w strefie Kośi w dystrykcie Bhojpur. Według nepalskiego spisu powszechnego z 2001 roku liczył on 456 gospodarstw domowych i 2472 mieszkańców (1280 kobiet i 1192 mężczyzn).